# Catherine Leclerc du Rose

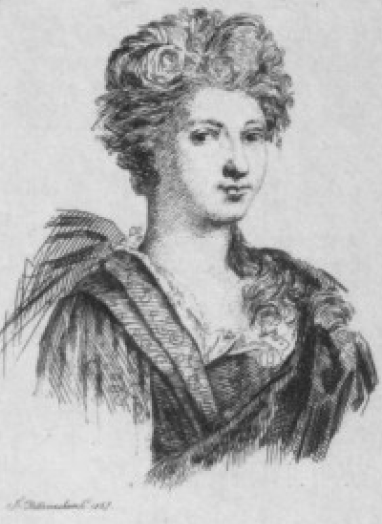
Catherine Leclerc du Rosé

Catherine Leclerc du Rose, även känd under sitt artistnamn Mademoiselle de Brie, född 1630, död omkring år 1706, var en fransk skådespelare. Hon tillhörde pionjärtruppen i både Molières teater och på Comédie-Française. Hon tillhörde den första generationen av de så kallade societaires vid Comédie-Française (1680). 
Catherine Leclerc du Rose var dotter till skådespelare. Hon anslöt sig till Molières teatersällskap Troupe de Molière  år 1650. Hon blev en medlem av Comédie-Française vid dess grundande år 1680. År 1684 anslöt hon sig till Comedie-Dauphine.
Catherine Leclerc var gift med skådespelaren Edmé Villequin, sieur de Brie (död 1706), som är känd som den förste uttolkaren av Tartuffe.